# Ernest Toussaint
Ernest Toussaint (Rumelange, 6 de març de 1908 - Hinzert, 3 de setembre de 1943) va ser un boxejador luxemburguès que va competir en els Jocs Olímpics d'Estiu de 1936.

## Biografia
El 1936, va derrotar a Karl Lutz d'Àustria en la ronda 32, abans d'ésser eliminat als quarts de final de la categoria de pes pesant pel medallista de bronze Erling Nilsen de Noruega.
Després d'ésser detingut com un dels líders de la vaga general contra la invasió de Luxemburg el 31 d'agost de 1942, li van disparar al camp de concentració de Hinzert (Alemanya). El país havia estat protestant en contra de la introducció del servei obligatori per a joves luxemburguesos a l'exèrcit alemany. La vídua de Toussaint i els seus dos fills van ser deportats.